# La vida en un hilo (obra de teatro)
La vida en un hilo es una obra de teatro de Edgar Neville estrenada en 1959. Se trata de la adaptación teatral de la película homónima.

## Argumento
La obra nos presenta la historia de Mercedes, que tras enviudar de Ramón, se ha dado cuenta de lo infeliz que ha sido, al tiempo que predice que si hubiera aceptado a Miguel todo hubiera sido distinto. Finalmente, y por casualidad, cuando se traslada a Madrid a vivir, descubre por casualidad que su vecino es el propio Miguel, pero el no la reconoce e incluso se asusta, cuando descubre que Mercedes parece saberlo todo de él.Al final, Miguel, acaba aceptándola.

## Representaciones destacadas
- Teatro Maria Guerrero, Madrid, 5 de marzo de 1959.
  - Dirección: Claudio de la Torre.
  - Escenografía: Emilio Burgos.
  - Intérpretes: Mari Carmen Díaz de Mendoza, Luis Prendes, Angel Picazo, María Luisa Moneró, María Isabel Pallarés, Mercedes Muñoz Sampedro, Dolores Galvéz, Pepita Calvo Velazquéz, María Rus, Agustín Povedano.
- Teatro Eslava, Madrid, 1971.
  - Dirección: Luis Escobar.
  - Partitura Musical: Jaime Pérez.
  - Intérpretes: Irene Gutiérrez Caba, Mara Goyanes, Paco Muñoz, Julia Caba Alba, José Cerro.
- Teatro Lope de Vega, Madrid, 5 de diciembre de 1972.
  - Dirección: Luis Escobar.
  - Escenografía: Emilio José Ramon Agirre y Joaquín Esparza..
  - Intérpretes: Gemma Cuervo, Fernando Guillén, Sonsoles Benedicto, Tomas Blanco, Antonio Medina (actor), José Antonio Ferrer.

### Televisión
- 13 de diciembre de 1967, en el espacio Estudio 1, de TVE. Intérpretes: Fernando Guillen, Nela Conjiu, Agustín González, Lola Lemos, Elisa Ramírez, Antonio Ozores.

- 28 de septiembre de 1973, en el espacio Estudio 1, de TVE. Intérpretes: Gemma Cuervo, Fernando Guillen, Aurora Redondo, Sonsoles Benedicto, Nela Conjiu, Antonio Medina (actor), Ana María Morales, Mariano Ozores Francés, Manolo Codeso.